# Route 66

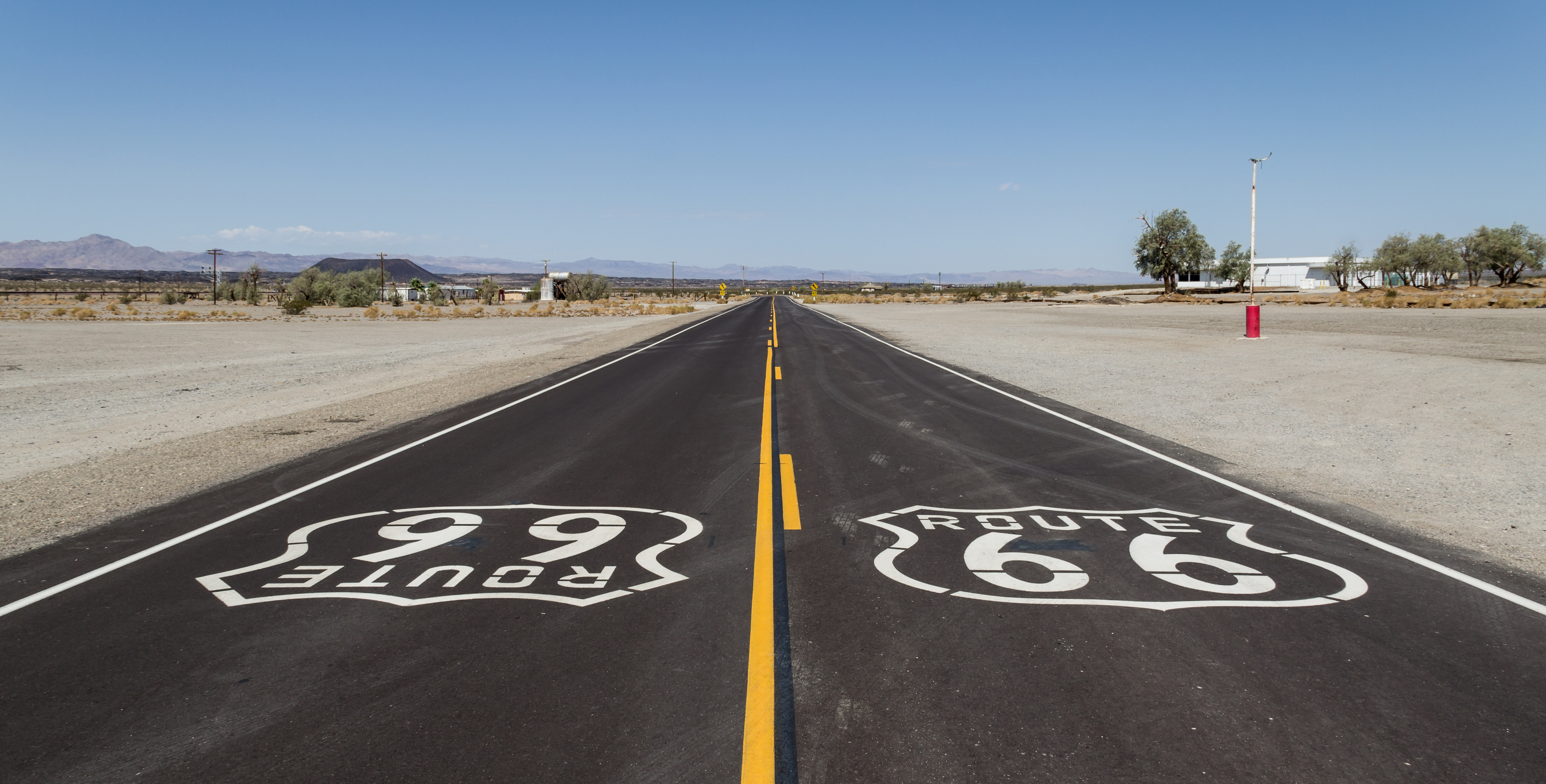
A kaliforniai Amboy közelében

A 66-os amerikai országút az Egyesült Államok és a világ egyik leghíresebb országútja. Szokták a „The Mother Road”, vagyis „Az országutak anyja”, illetve „Az Egyesült Államok főútja” néven is emlegetni.
Az USA-ban szokás, hogy az autóutak egy-egy híres ember nevét viselik. A 66-ost Will Rogers humorista után nevezték el. Az autópálya mind közlekedésileg, mind pedig történelmileg rendkívül fontos volt. Manapság már csak turisták és megszállottak keresik fel a közel 4000 kilométeres országút egy-egy szakaszát, vagy akár a teljes hosszát.

## Története

### Kezdetek

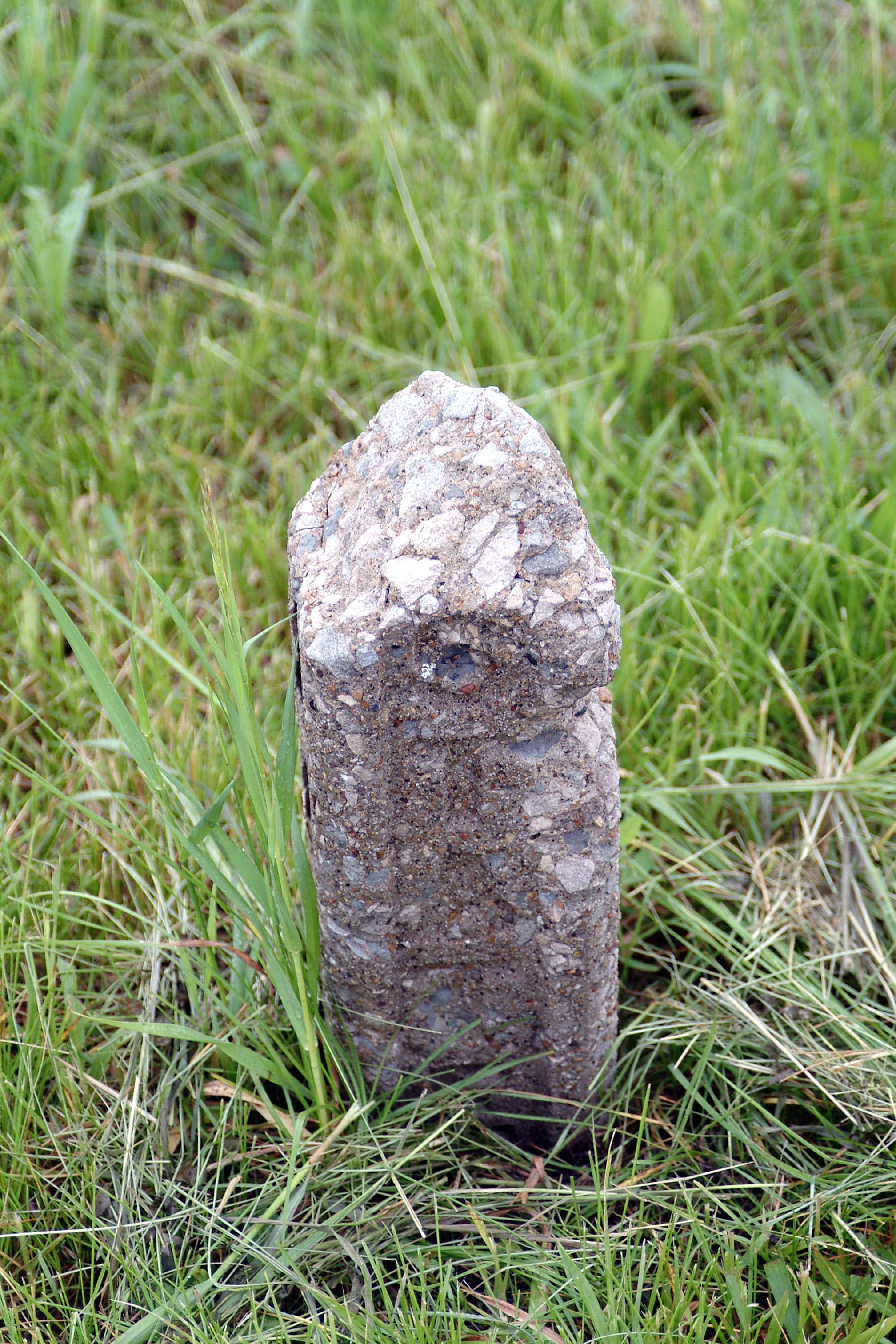
Építési emlék 1927-ből

A 66-os országút építése 1926. november 11-én kezdődött azzal a céllal, hogy összekösse a keleti és a nyugati országrészeket. A 2X1 sávos, csak kétirányú forgalomra alkalmas útvonal teljes egésze (Chicago - Los Angeles szakasz) mindössze 11 év alatt épült meg, 1938-ban már át is adták a forgalomnak. Kezdetben a 62-es számot kapta. A 66-os jelzést azért kapta, mert azt könnyű volt megjegyezni, kimondani és érdekes volt hallani. Az átadást követően folyamatosan hosszabbították különböző szakaszokkal, ám a köztudatban az eredeti (1938-ban átadott) útvonalként tartják számon.
Az 1930-as években kapta az első fontos szerepét. A már megépült szakaszon óriási "népvándorlás" indult meg, ugyanis Kaliforniában rendkívüli jelentőséget kapott a farmerkedés, így Oklahoma, Kansas és Texas államokból farmerek tömkelege indult a nyugatnak. Ezen embereket nevezték Okiknak. Az út mentén ekkor még sok kisváros létezett, melyek elsősorban a megnövekedett forgalomnak köszönhetően egyre nagyobbakká váltak, így megjelentek a nagyvárosok. Óriási jelentőséget kaptak az éttermek, az autósszervizek és az üzemanyag-töltőállomások. Egyre másra nyíltak meg, versengve az áthaladó autósok kegyeiért.

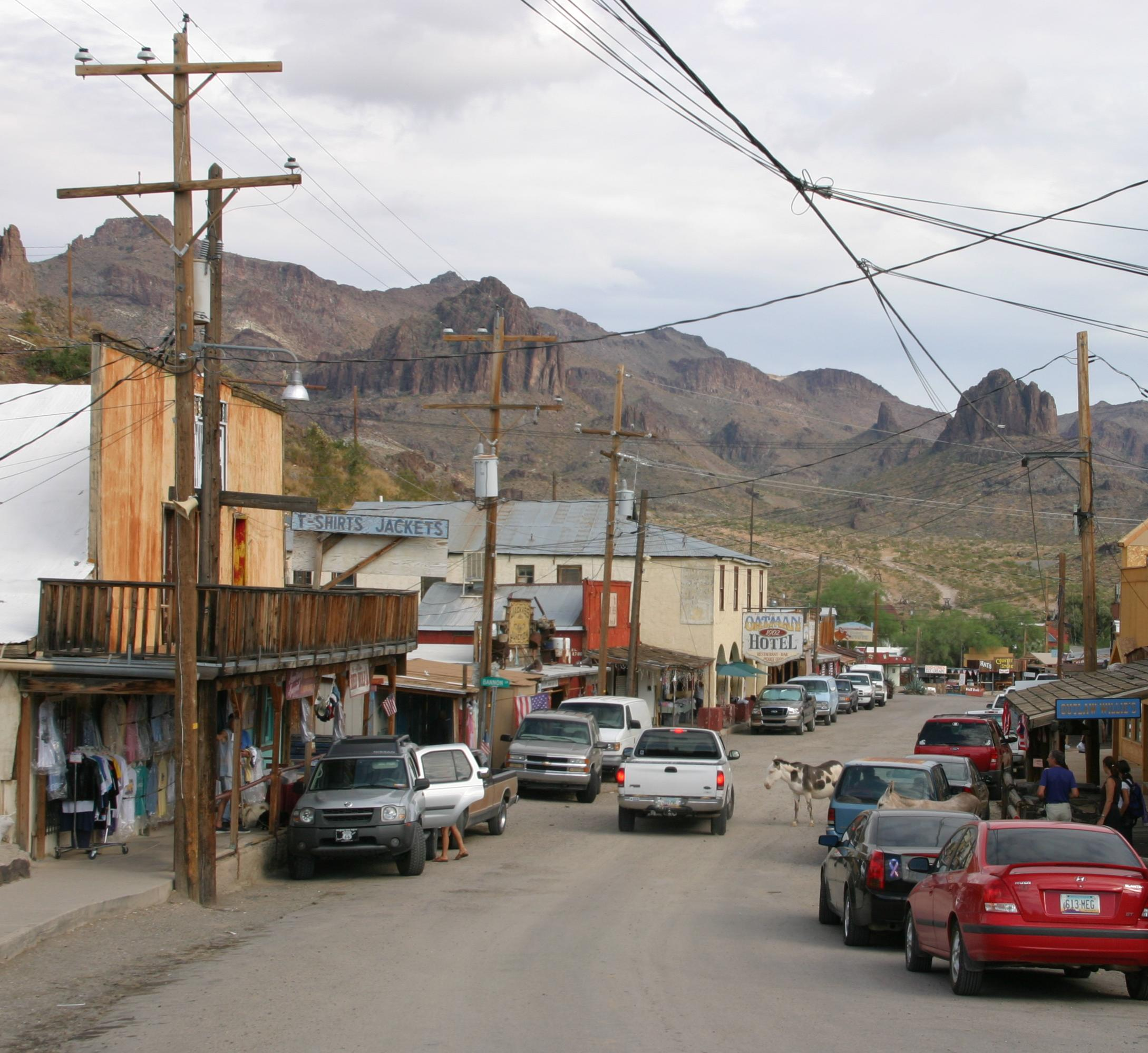
A 66-os Oatman-en (AZ) belül

Az 1938-ban átadott teljes útvonal egy-egy szakaszát a Véres 66-nak hívták, mivel ezek rendkívül veszélyesek voltak. Közülük is a legveszélyesebb az Arizona állambeli Oatman közelében lévő hajtűkanyar, ahol már a legkisebb szél is képes volt az autókat lesodorni az útról (ami itt a Fekete-Hegységen halad át). Mindezek ellenére az országút közkedvelt maradt.
A második világháború alatt Kalifornia ipara virágzott, közben keletről pedig az Európába tartó hadi csapatok indultak, ezek következtében az országút telítetté vált. Emberek tízezrei hajtottak át rajta napról napra. Ekkor már a katonai egységek is igénybe vették, így nem volt ritka például egy-egy katonai jármű elhaladása sem az úton.

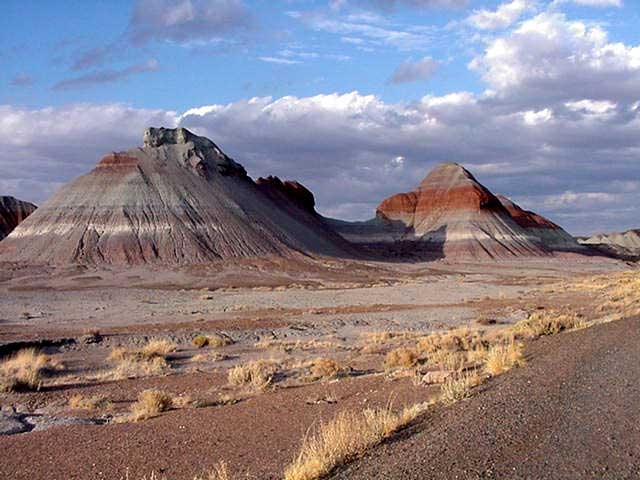
A Painted-sivatag a 66-os mentén

1950-ben a 66-os még nagyobb szerepet kapott. Los Angelesen belül a város főútjává nyilvánították, de mindeközben az utazók egyre inkább kezdték felfedezni Arizona híresebb helyszíneit: a Painted-sivatagot (Painted Desert; a navahó indiánok őshazája), a Grand Canyont és a Barringer-krátert (az arizonai meteoritkrátert) is. Ezek a látványosságok egyre több turistát vonzottak az ország összes részéből, így a turizmus óriási méreteket öltött: megjelentek a motelek, az indián kuriózumokat áruló üzletek, a hüllő farmok és Frozen custard-ot (fagylalt, amelynek fő összetevője a cukor és a tojás) árusító bódék/standok. Ámde megjelentek a mai autópályák elmaradhatatlan megállói, a gyorséttermek is. Az első 'drive-through' (nem kell kiszállni az autóból a rendeléshez és az étel kézhez vételéhez) rendszerű étterem a Red Óriási Hamburgere (Red's Giant Hamburger) nevezetű étterem volt Springfieldben, illetve a McDonald's San Bernardinoban. Ezeknek köszönhetően egy teljesen új, a régitől eltérő mikrokozmosz alakult ki a középső országrészben, mely rövid idő alatt átformálta az egész országot.

### Emlékek

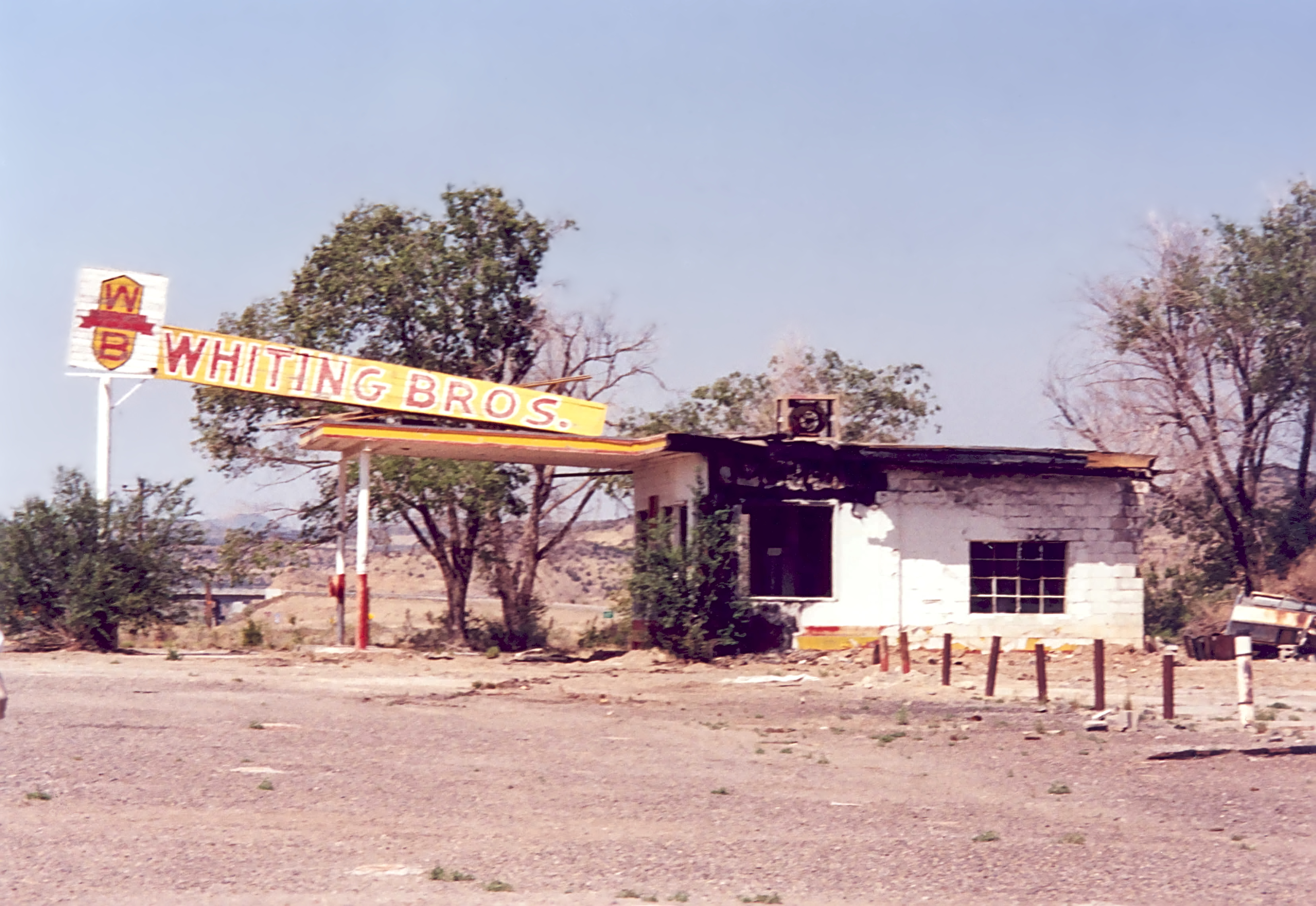
Elhagyatott töltőállomás Új-Mexikóban

1956-ban Eisenhower, a már a '30-as években kifejlesztett és a világon először Németországban megépített "Autobahn" mintát követve, megalapíttatta az amerikai kereszteződések nélküli államközi autópályák (továbbiakban: I-autópályák; I, mint Interstate (államközi)) rendszerét (Interstate Highway System), ezzel egy új, a korábbi országutakhoz (U.S. Route) képest egy magasabb rendű, többsávos (2X2+) útvonalhálózatot létrehozva.

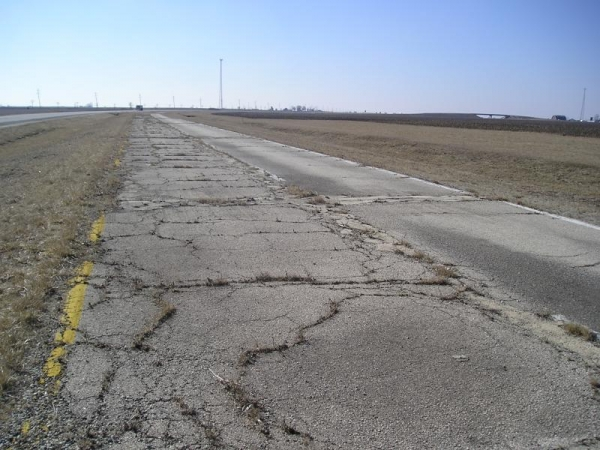
Elhagyatott szakasz Illinois államban

A '60-as évek elején az államközi autópályák megjelenésével a kisebb rangú autóutak kezdtek elnéptelenedni, mivel az I-autópályákon nagyobb (120–135 km/h) volt a megengedett maximális sebesség és az autósok gyorsabban tudtak eljutni A-ból B pontba a kevesebb kijárat és megálló miatt. Az ilyen kisebb rangú utak alól a 66-os sem volt kivétel. Ugyan az államok sorra kezdték felújítani a 66-ost, hogy visszacsalogassák az autósokat, de mindhiába. Ekkor már a Veteránok útja-ként kezdték nevezni, annak ellenére, hogy egy ideig, bizonyos szakaszokon a 160 km/h-s sebesség is megengedett volt.
1953-ban megépült a 142 km-es Tulsa - Oklahoma City szakasz, de a kihasználtsága csekély volt az I-44 miatt. Később (1957-ben) hozzáépítettek egy ú.n. fordítót is, de ez sem növelte a forgalmat. A 66-os haladt a végzete felé. Egészen 1985-ig hosszabbítgatták újabb szakaszokkal az autósok visszacsábításáért, de mint a korábbi kísérletezések, ezek sem jártak sikerrel.

### Következmények

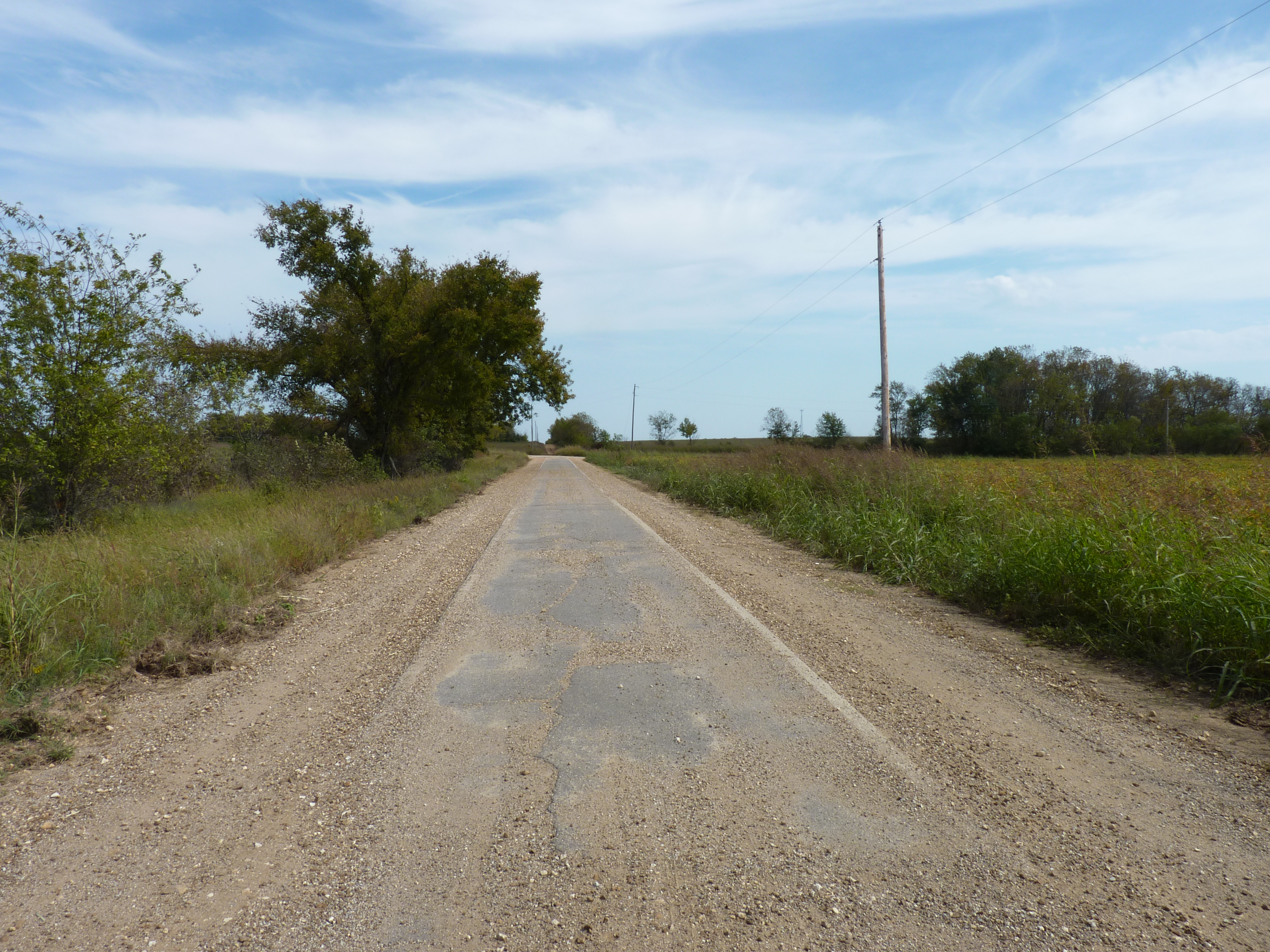
Elhagyatott szakasz Miamiban (OK)

Miután az országút szinte teljesen kihalttá vált, egyes szakaszok kezdtek a szó szoros értelmében eltűnni. A megmaradt részeket pedig állami-, magán- és kereskedelmi országutakká nyilvánították. Az országút mellé telepedett üzletek, éttermek, motelek sorra kezdtek tönkremenni. 1957 és '66 között Oklahoma nyugati részén a korábbi 2x1 sávos országutat 2x4 sávos autóúttá bővítették. Ez egy darabig jó megoldásnak tűnt, de 1975-ben megjelent az I-40-es autópálya, romba döntve a 66-os felélesztésének újabb tervét. A '70-es évekig az autósok a korábban felújított szakaszokról sorra tértek át az új I-autópályákra. Az út annyira elhanyagolttá vált, hogy 1968-69-ben balesetek tömkelege történt rengeteg halálesettel egybekötve; ismét méltóvá vált a véres 66-os címre.

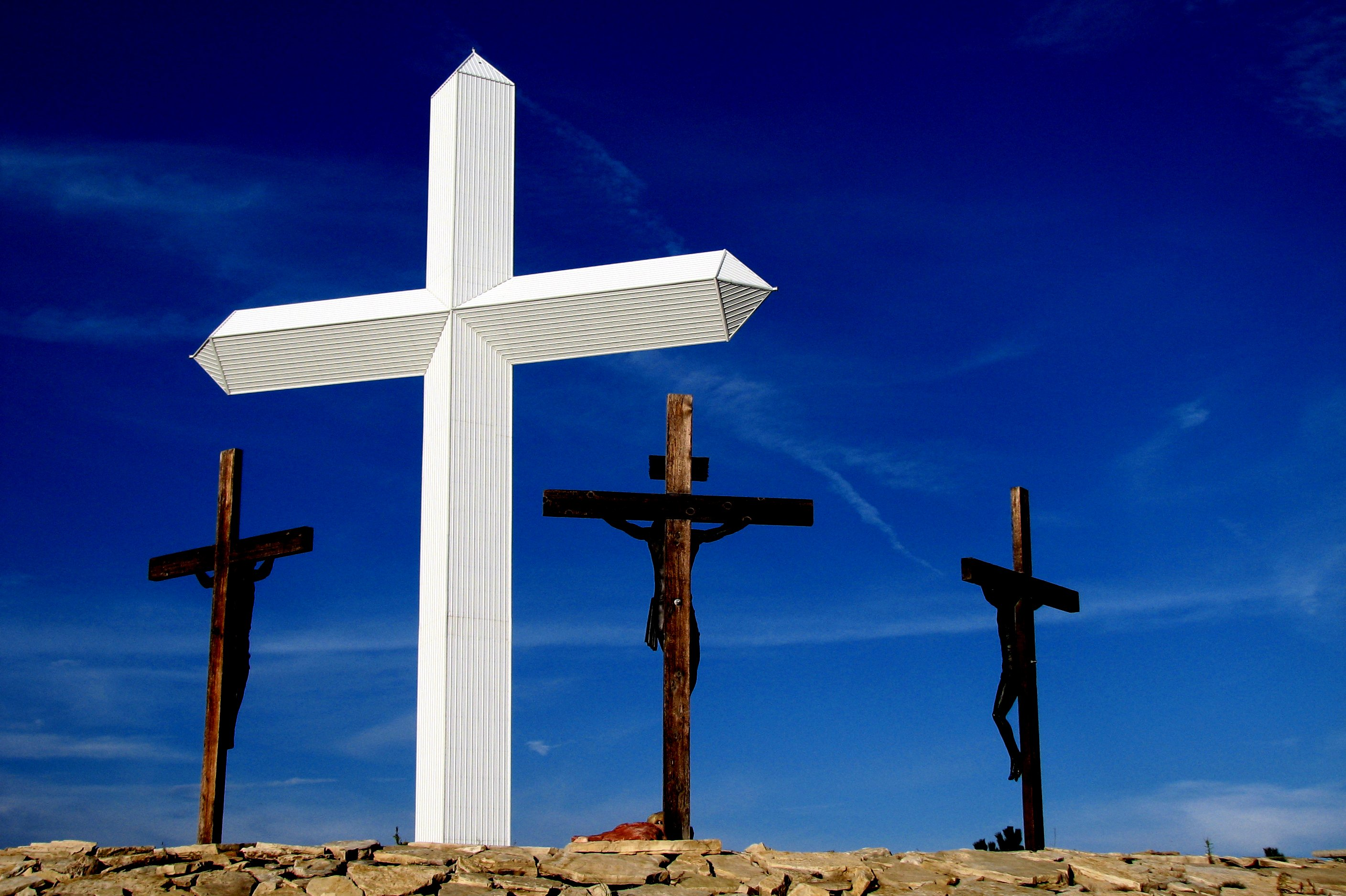
Jézus Krisztus óriáskeresztje (158 m) a 66-os mentén Groom (TX) külterületén

Majd jött egy hatalmas változás: összeolvasztották a 66-ost és az I-40-est, így a korábban két út már csak egy út volt. A 66-os kapta meg az I-40-et, így a régi I-autópálya burkolatait helyi autóutakká/-pályákká alakították át. Elkezdődött hát a 66-os felélesztése. Az útvonala mentén sorra épültek meg más I-autópályák, így a csomópontoknál elkezdett visszaszivárogni a forgalom az immáron I-40-re, vagyis a 66-osra.
Ezt a történetet dolgozza fel meseszerűen a 2006-os Verdák című rajzfilm.

### Helyreállítás

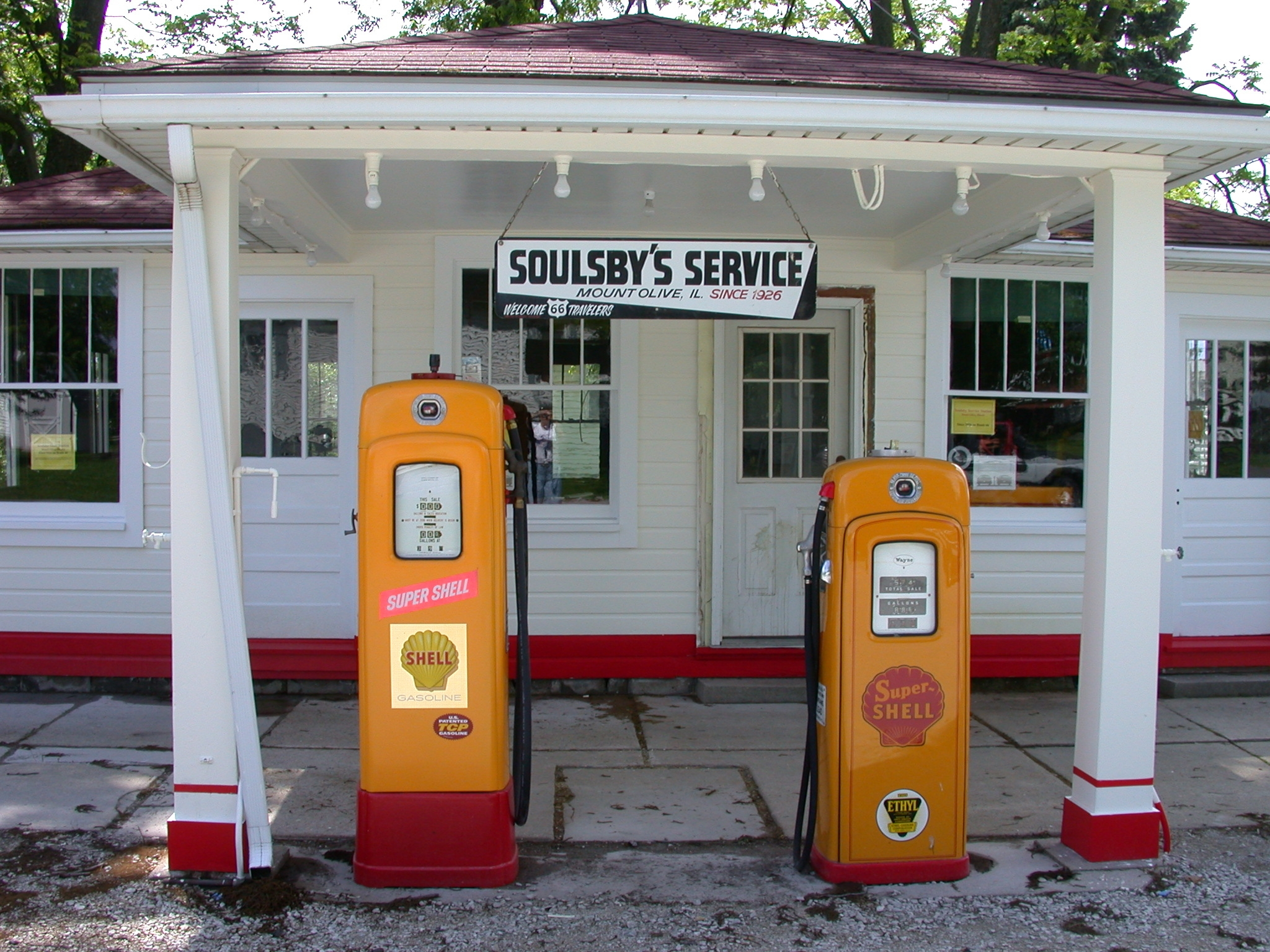
A 66-os legelső Shell benzinkútja felújított állapotban Mount Olive (IL) közelében

1990-ben az államok (amelyeken áthalad) egyre inkább kezdtek rájönni arra, hogy egy óriási jelentőségű autóút halad át az államukon. Minden idők leghosszabb, legöregebb és egyben legzsúfoltabb autóútja muzeális értékekkel bír, így az országút megtartása kulcsfontosságú. Irtózatos iramban elkezdték hát az autóutat finoman felújítani és ezzel együtt kapta meg a Történelmi 66-os út címet is. A burkolatra elkezdték felfesteni a 66-os szimbólumát, valamint az állam nevét, hogy hol is tart az autópálya éppen.

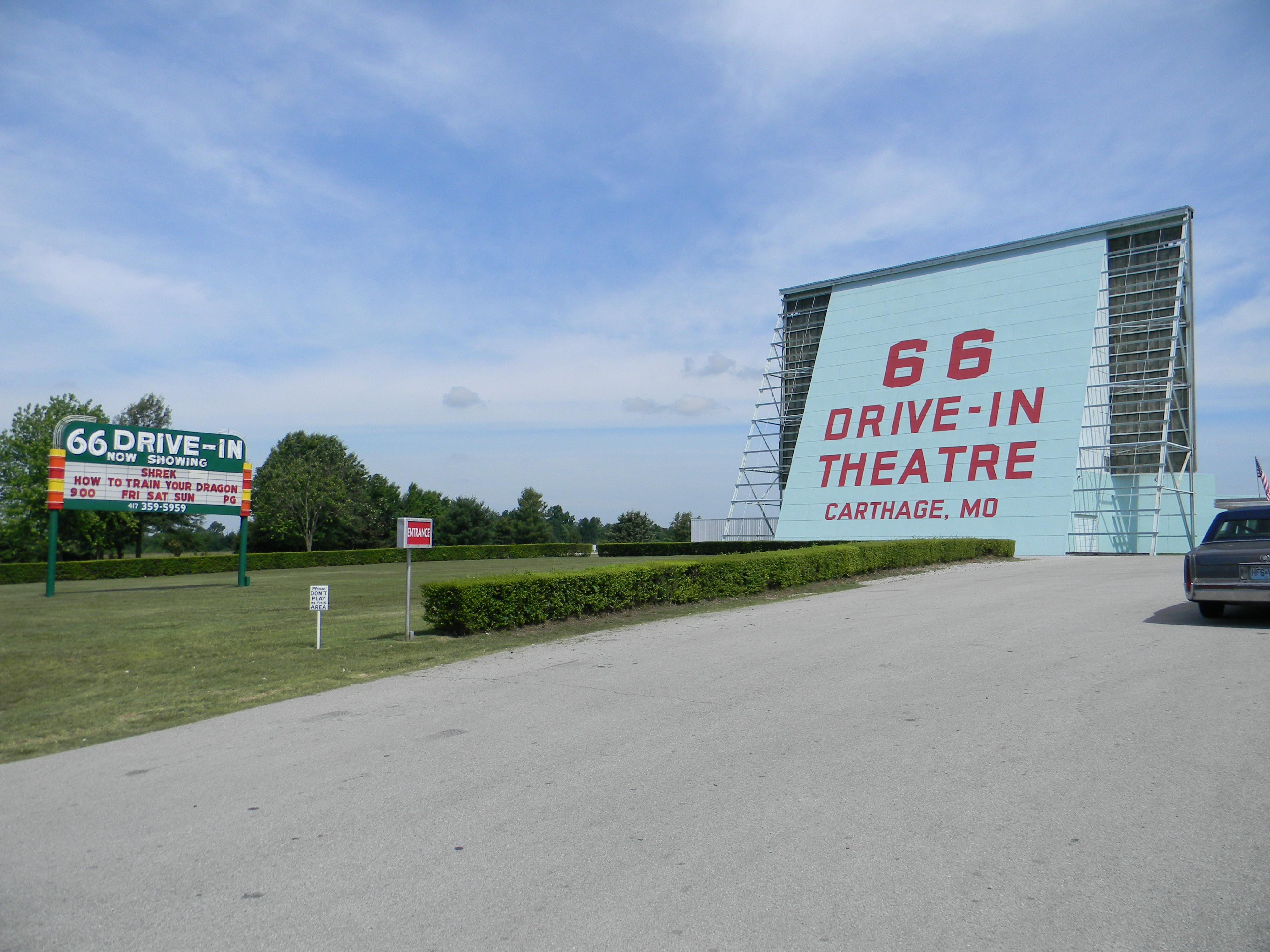
Felújított autósmozi Carthage (MO) városában

Az autósok elkezdtek szépen lassan visszaszivárogni az autóútra, de közülük is leginkább a fanatikusok illetve a megszállottak. 2008-ban a világ 100 legértékesebb létesítménye közé kapott besorolást, de a korábban elhagyatott részek ismét kezdtek fellélegezni: ismételten kinyitottak a töltőállomások, a motelek, a postahivatalok és az autósmozik, valamint elkezdtek megjelenni kisebb falvak is, eltüntetve a korábban elhagyatott területeket. Bár, egy-két szakaszt meghagytak emlékül. A turizmus is virágzásnak indult és 2007-ben visszasorolást nyert az állami országutak (U.S. Route) közé.

## Mai állapotok

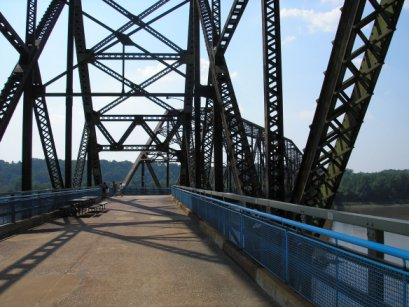
A Sziklák lánca híd St. Louis környékén

A 66-os ma a történelem viszontagságainak ellenére teljes szakaszában járható. A régi útpályát mindenhol felújították, így az azon autózó úgy érezheti magát, mintha a történelem valamely korábbi éveiben furikázna. Egyetlenegy eltérés van a történelmi és a mai szakasz között: a Sziklák Lánca híd (Chain of Rocks Bridge) St. Louis környékén. A híd az idők során egyre inkább használhatatlanná vált és ma már csak a gyalogosokat engedik át bizonyos időközönként; a gépjárműforgalom elől 1970-ben zárták el, mert az elhasználódott szerkezet nem bírná ki az áthaladó autók tömegét. Felújításra nem került, mivel történelmi jelentőségű a híd; a felújítással elveszne a történelmi kultusza. Tőle pár kilométerre azonban megépült egy új híd és egy elvezető út, így ez a szakasz is járhatóvá vált.

### Mai országutak
A korábbi 66-os az alábbi utakba lett beleolvasztva:

#### Állami országutak
- Illinois Route 53
- Illinois Route 4
- Illinois Route 203
- Missouri Route 100
- Missouri Route 366
- Missouri Route 266
- Missouri Route 96
- Missouri Route 66
- K-66 (Kansas)
- State Highway 66 (Oklahoma)
- State Road 333 (Új-Mexikó)
- State Route 66 (Arizona)
- State Route 66 (Kalifornia)
- State Route 110 (Kalifornia)
- State Route 2 (Kalifornia)

#### Államközi (Interstate) autópályák
- Interstate 55
- Interstate 44
- Interstate 40
- Interstate 15
- Interstate 215
- Interstate 10
- Interstate 25

## Útvonal
A 3943 kilométer alatt rengeteg falut, várost érint. Az egész út napi 8 óra vezetéssel számolva körülbelül 5 nap alatt tehető meg (100 km/h sebesség mellett). Chicagóból kiindulva az alábbi falvakat, városokat érinti:

### Illinois

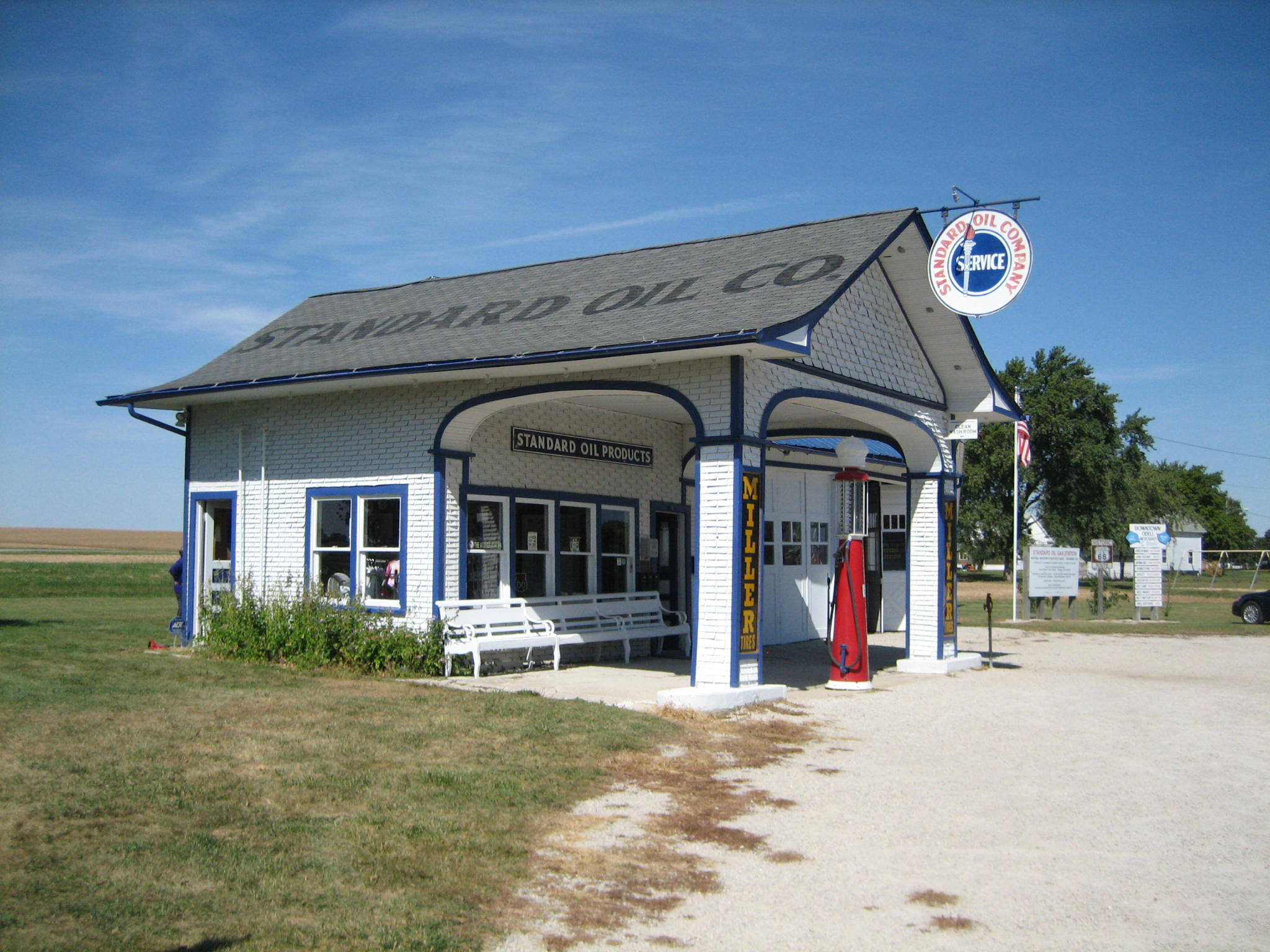
Korhűen felújított töltőállomás Odell városában

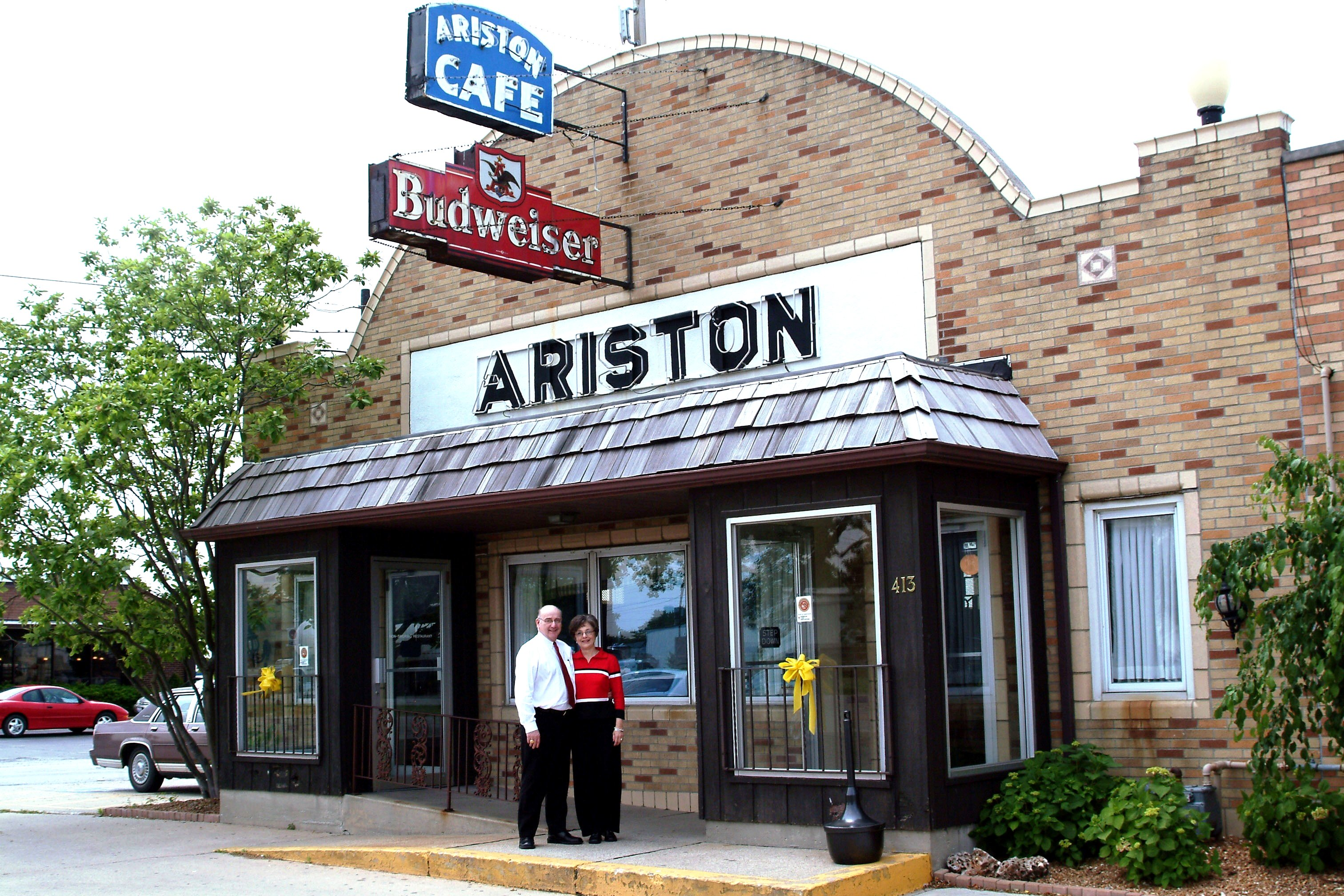
A 66-os legöregebb kávézója Litchfieldben

- Chicago
- Cicero
- Berwyn
- Lyons
- McCook
- Indian Head Park
- Bolingbrook
- Romeoville
- Joliet
- Elwood
- Wilmington
- Braidwood
- Braceville
- Gardner
- Dwight
- Odell
- Pontiac
- Chenoa
- Lexington
- Towanda
- Normal
- Bloomington
- Shirley
- Funks Grove
- McLean
- Atlanta
- Lawndale
- Lincoln
- Broadwell
- Elkhart
- Williamsville
- Sherman
- Springfield
- Glenarm
- Divernon
- Farmersville
- Waggoner
- Litchfield
- Mount Olive
- Williamson
- Hamel
- Edwardsville
- Mitchell
- Granite City
- East St. Louis

### Missouri

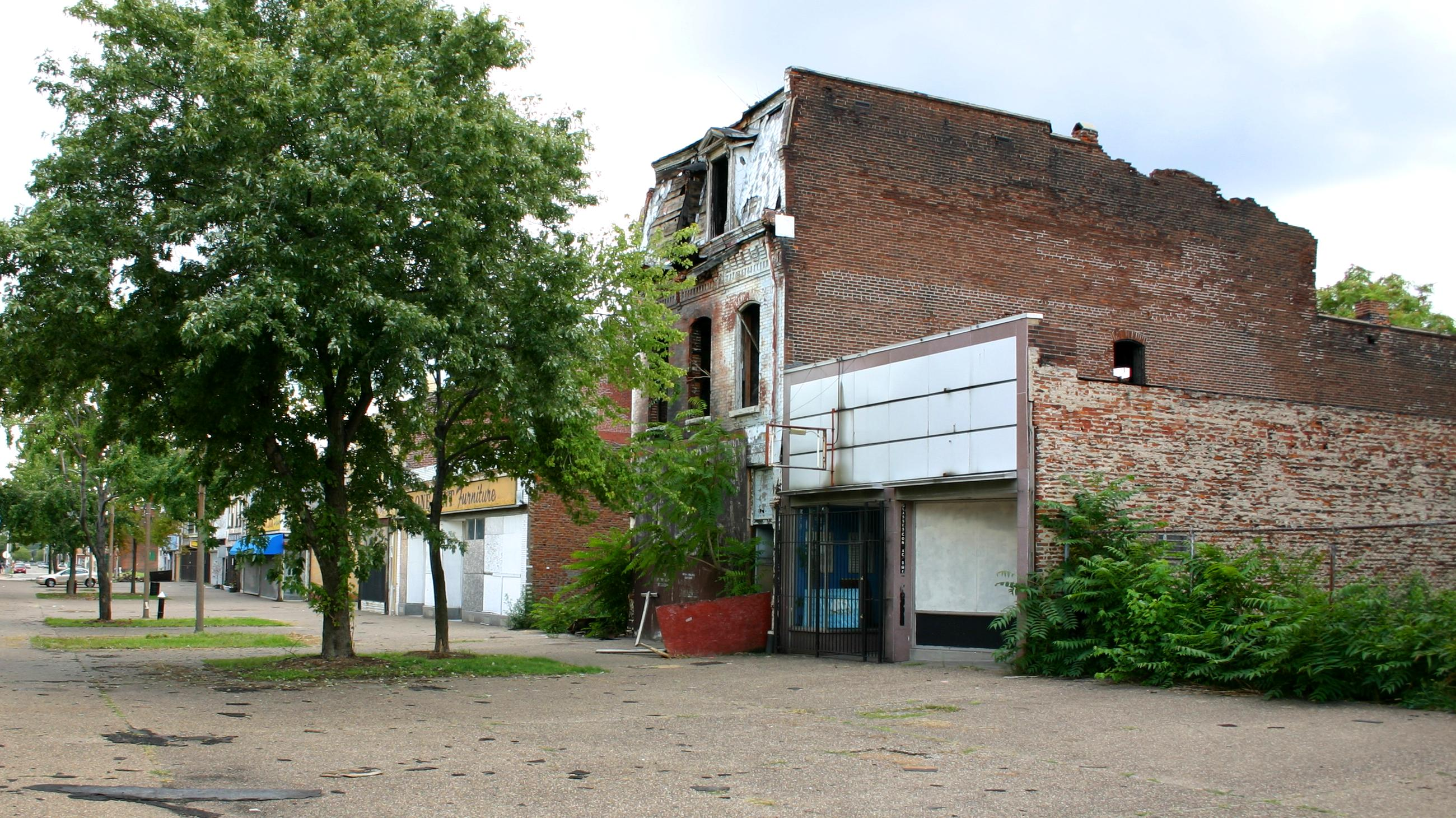
Elhagyatott bevásárlóközpont St. Louis belterületén

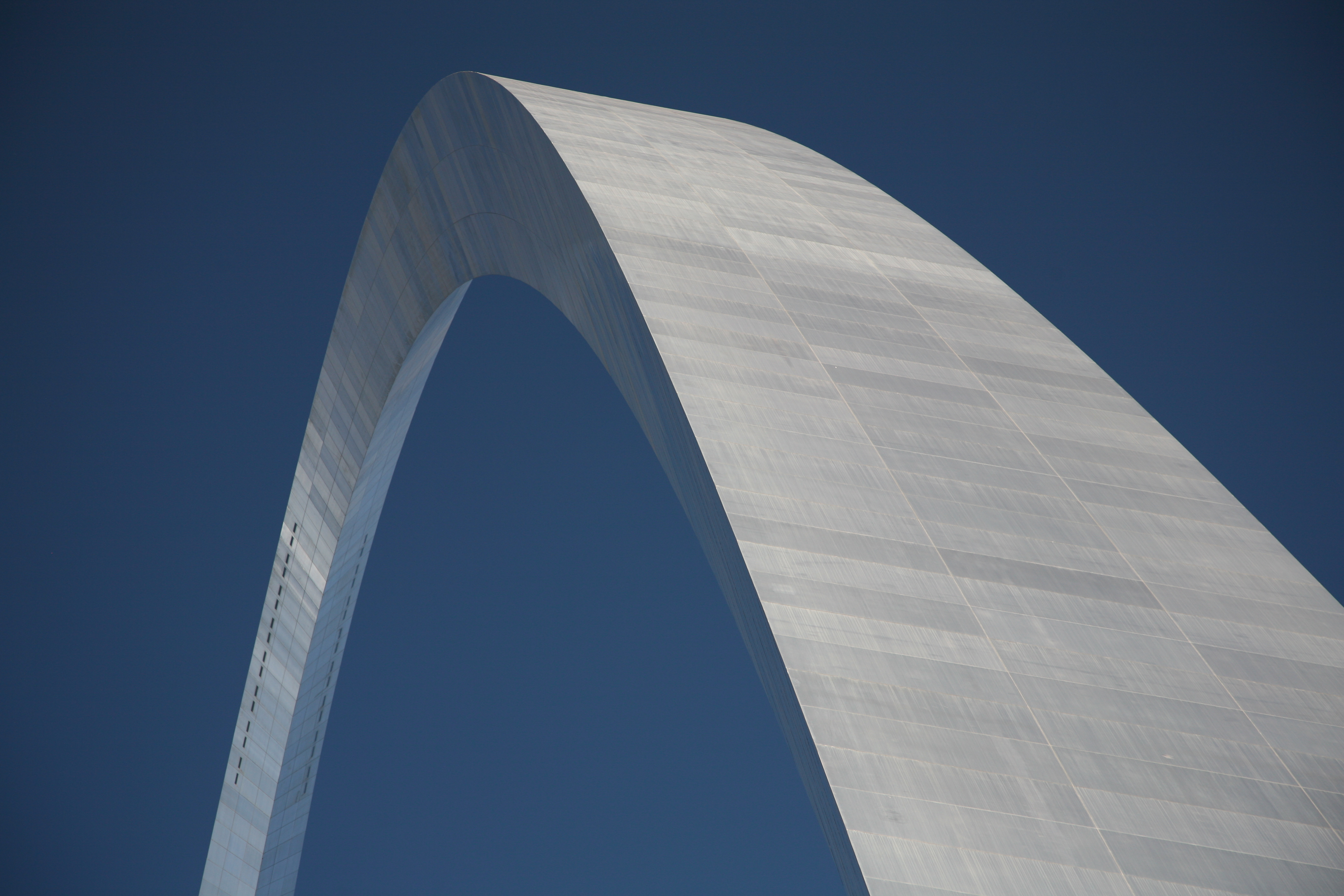
Az óriás kapu emlékmű (Gateway Arch) St. Louis központjában

- St. Louis
- Shrewsbury
- Marlsborough
- Webster Groves
- Crestwood
- Kirkwood
- Sunset Hills
- Fenton
- Peerless Park
- Times Beach
- Eureka
- Allenton
- Pacific
- Gray Summit
- St. Clair
- Stanton
- Oak Grove Village
- Sullivan
- West Sullivan
- St. Cloud
- Bourbon
- Cuba
- Fanning
- Rosati
- St. James
- Northwye
- Rolla
- Doolittle
- Arlington
- Powellville
- Clementine
- Hooker
- Devils Elbow
- St. Robert
- Waynesville
- Buckhorn
- Gascozark
- Hazelgreen
- Lebanon
- Caffeyville
- Phillipsburg
- Conway
- Sampson
- Marshfield
- Red Top
- Holman
- Strafford
- Nogo
- Springfield
- Plano
- Halltown
- Paris Springs (elágazás)
- Spencer
- Heatonville
- Albatross
- Phelps
- Rescue
- Plew
- Avilla
- Maxville
- Carthage
- Brooklyn Heights
- Carterville
- Webb City
- Joplin

### Kansas

A 66-os szimbóluma Kansas államon belül

- Galena
- Riverton
- Baxter Springs

### Oklahoma

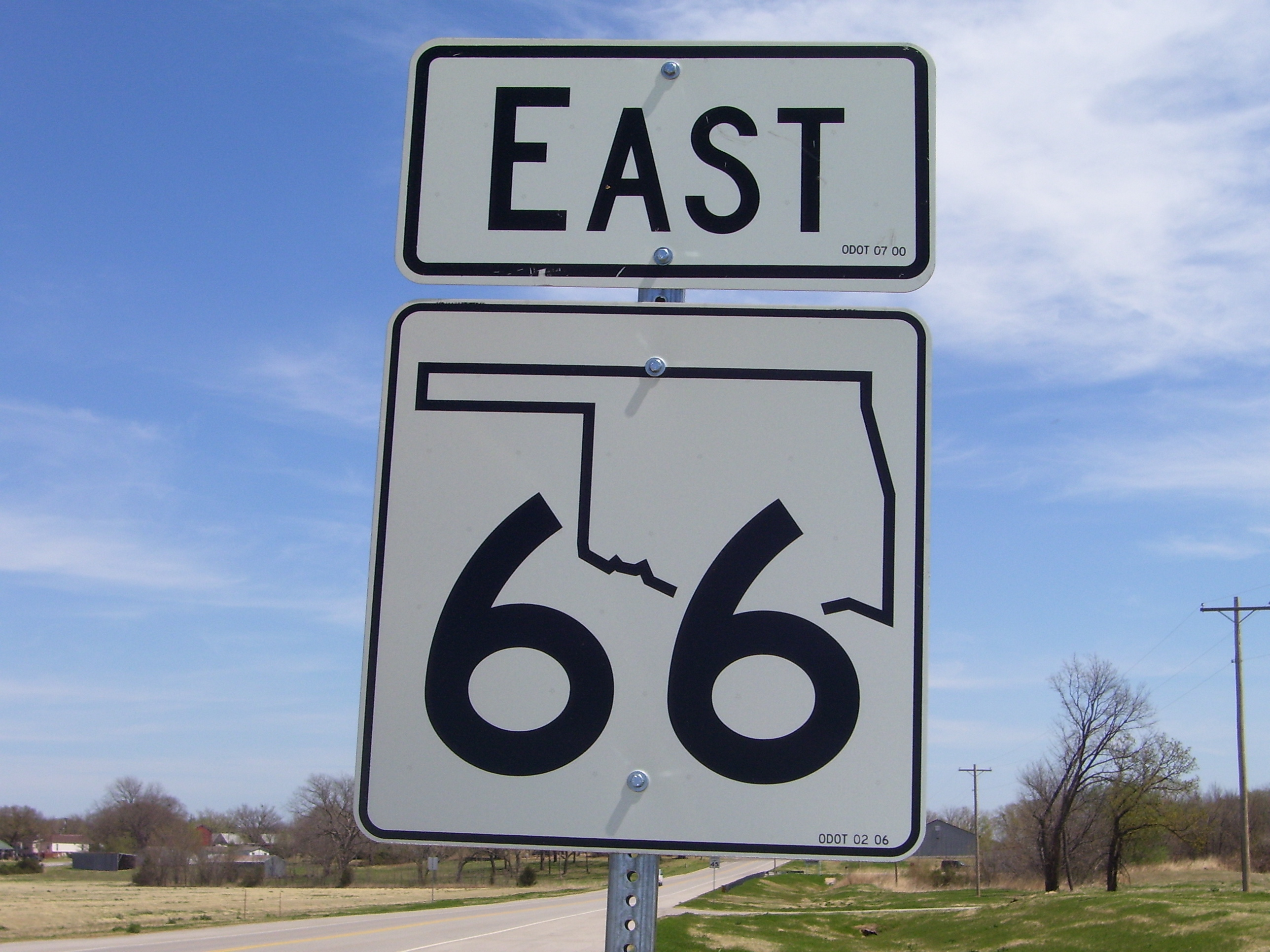
Új típusú 66-os pajzs Arcadia (OK) nyugati részén

- Quapaw
- Commerce
- North Miami
- Miami
- Dotyville
- Narcissa
- Vinita
- White Oak
- Chelsea
- Bushyhead
- Foyil
- Sequoyah
- Claremore
- Verdigris
- Catoosa
- Tulsa
- Oakhurst
- Sapulpa
- Kellyville
- Bristow
- Depew
- Milfay
- Stroud
- Davenport
- Chandler
- Warwick
- Wellston
- Luther
- Arcadia
- Edmond
- Oklahoma City
- Warr Acres
- Bethany
- Yukon
- El Reno
- Calumet
- Geary
- Bridgeport
- Hydro
- Weatherford
- Clinton
- Foss
- Canute
- Elk City
- Sayre
- Hext
- Erick
- Texola

### Texas

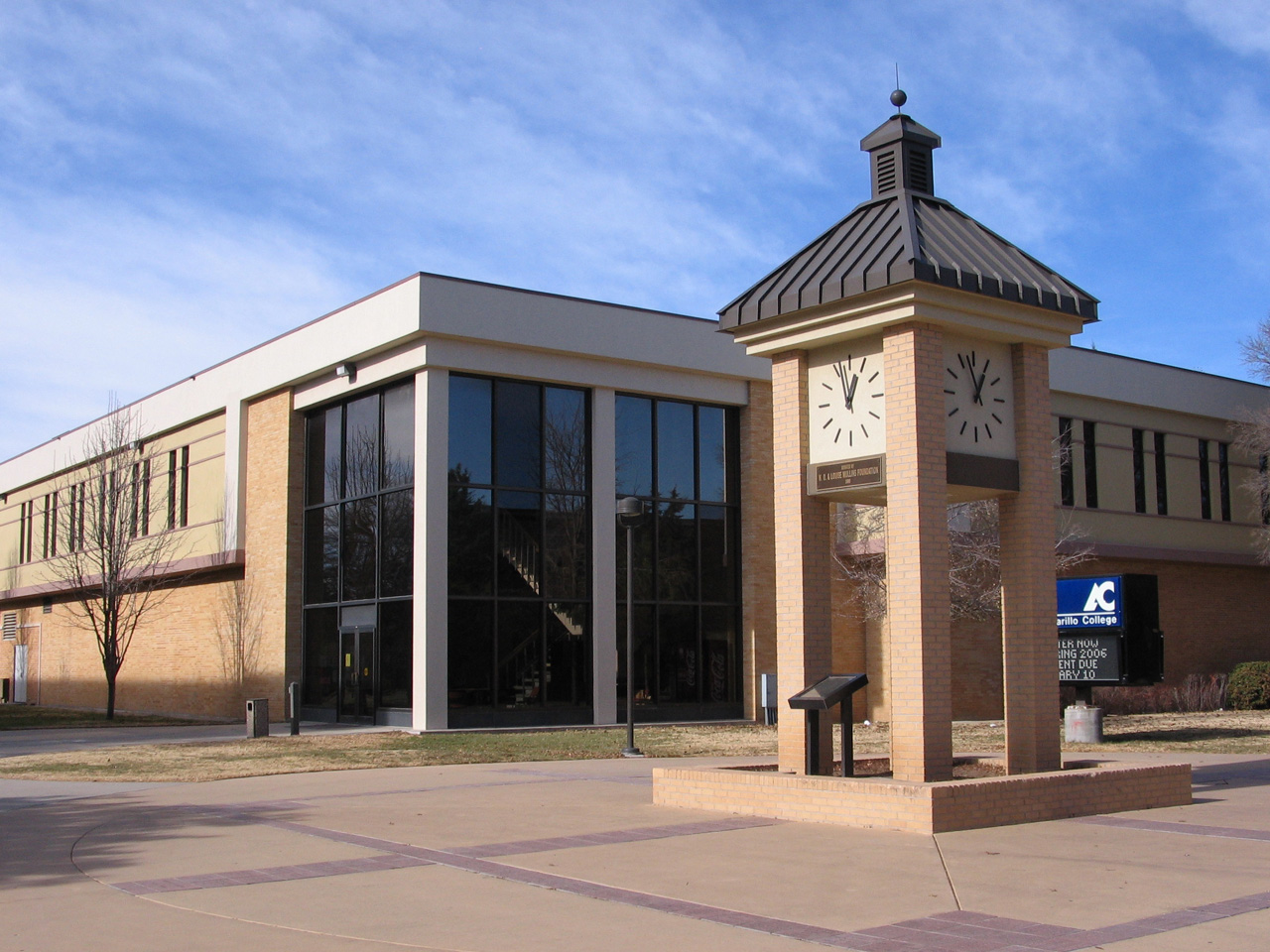
Az Amarilloi Egyetem udvara

- Shamrock
- McLean
- Alanreed
- Jericho
- Groom
- Conway
- Amarillo
- Bushland
- Wildorado
- Vega
- Adrian
- Gruhlkey
- Boise
- Glenrio (Texasi rész)

### Új-Mexikó

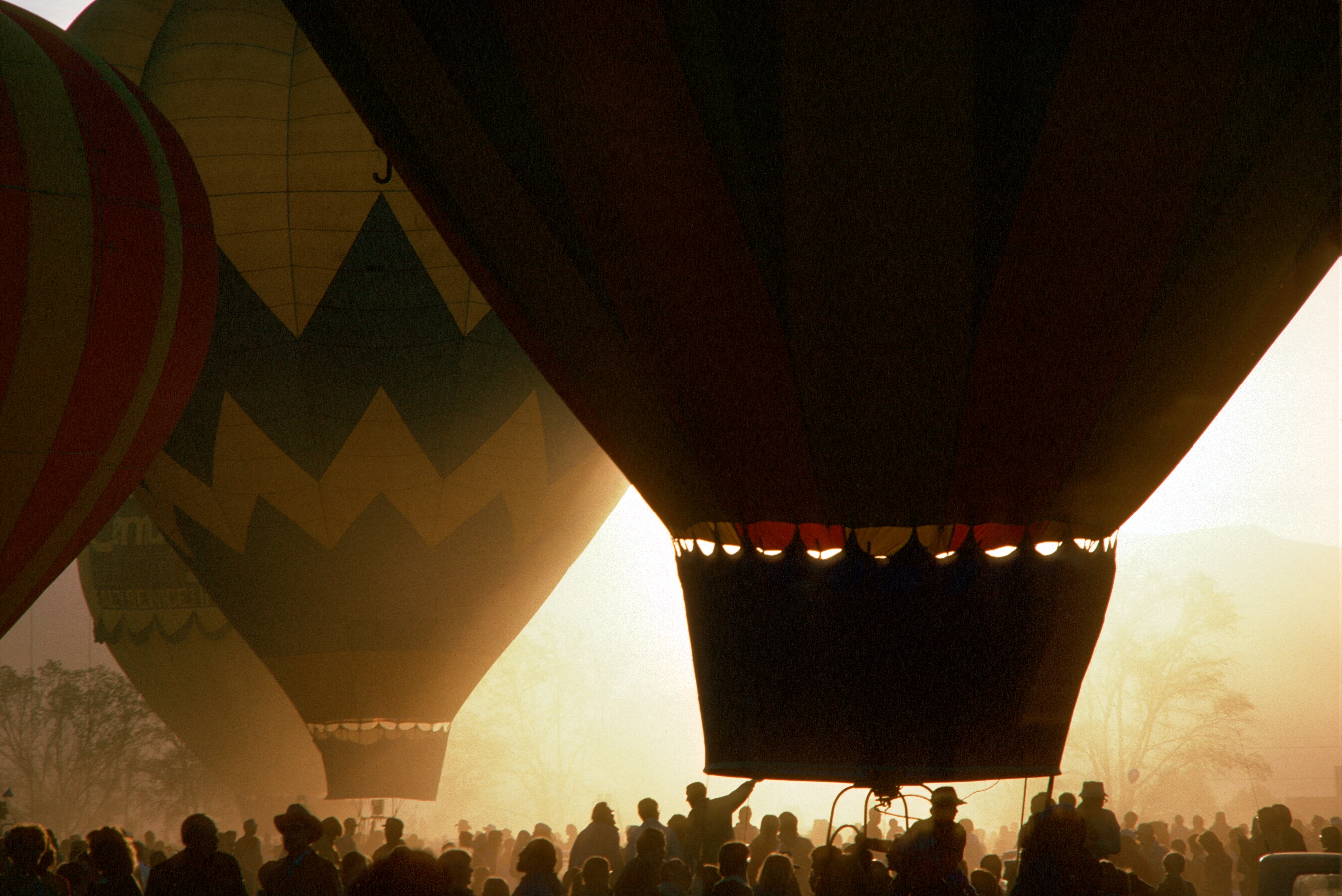
Hőlégballon fesztivál Albuquerqueben

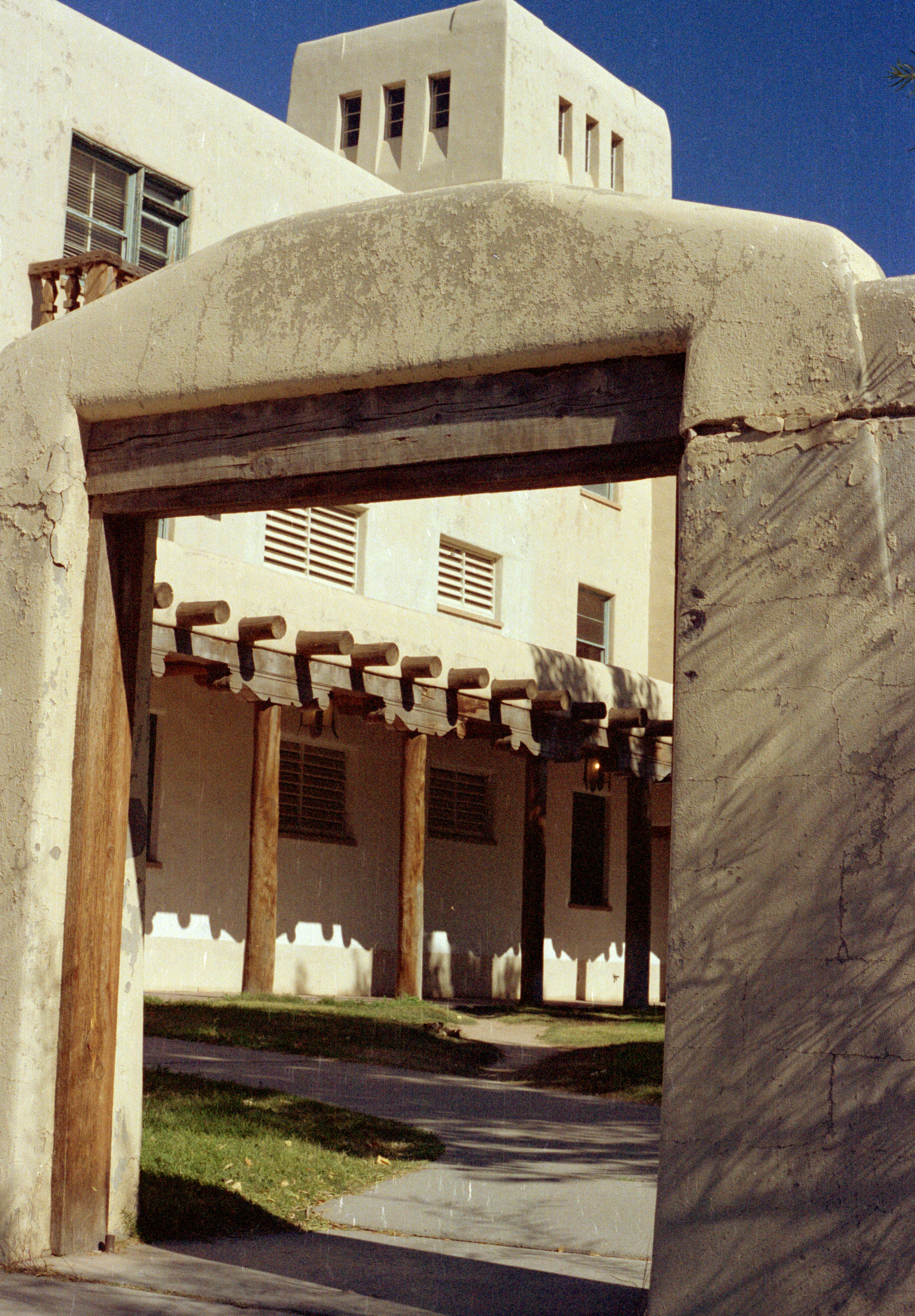
Az Új-Mexikói Egyetem egyik bejárata

- Glenrio (Új-mexikói rész)
- Endee
- Bard
- San Jon
- Tucumcari
- Palomas
- Montoya
- Newkirk
- Cuervo
- Santa Rosa
- Clines Corners
- Moriarty
- Edgewood
- Barton
- Sedillo
- Zuzax
- Tijeras
- Carnuel
- Albuquerque
- Lost Horizon
- Rio Puerco
- Laguna
- New Laguna
- Parave
- Cubero
- San Fidel
- McCartys
- Grants
- Milan
- Anaconda
- Prewitt
- Thoreau
- Continental Divide
- Guam
- Gallup
- Defiance
- Manuelito

### Arizona

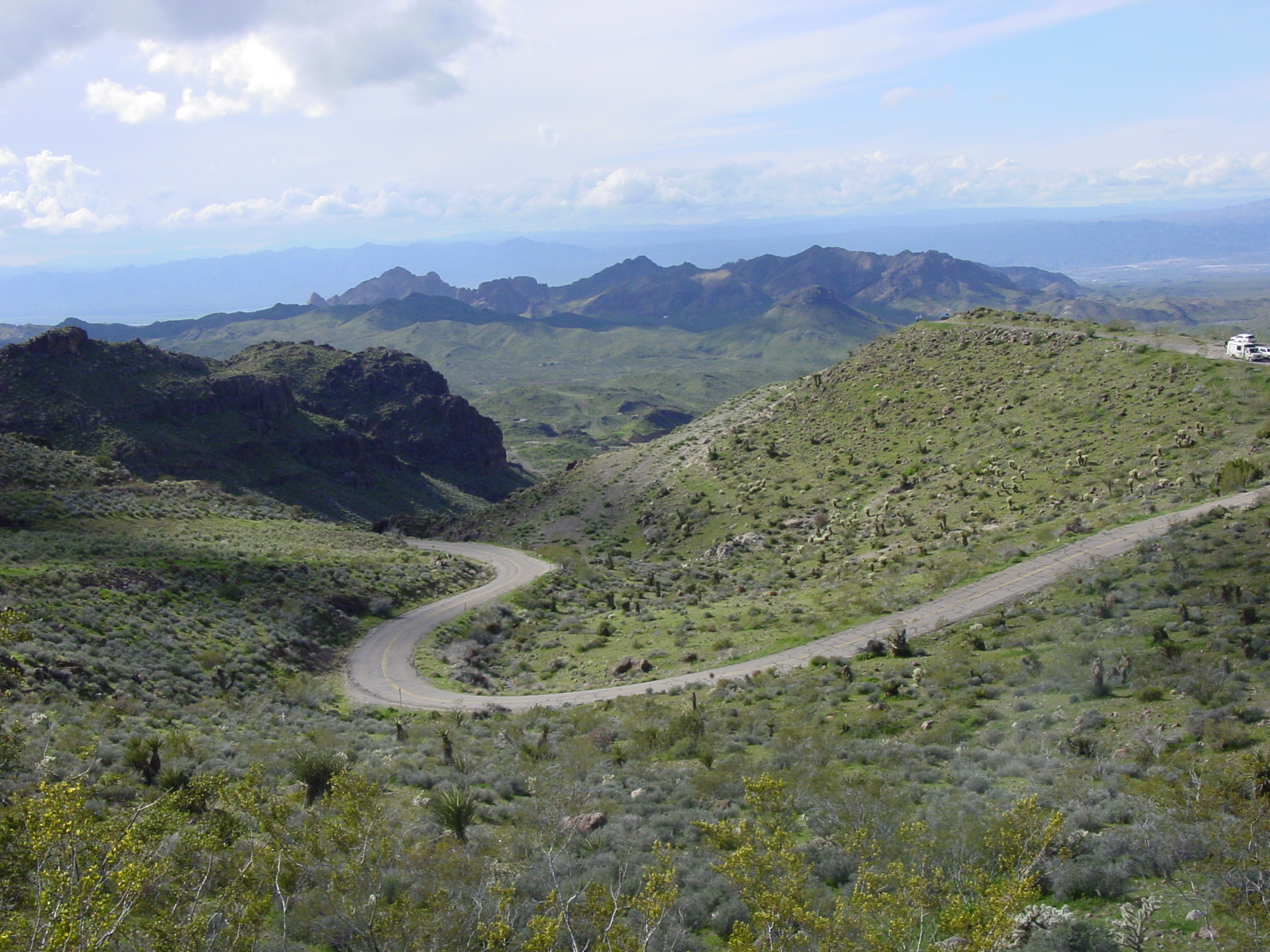
A 66-os Oatman és Kingman között

- Lupton
- Allantown
- Houck
- Sanders
- Chambers
- Navajo
- Pinta
- Bibo
- Adamana
- Goodwater
- Holbrook
- Joseph City
- Havre
- Winslow
- Leupp Corner
- Meteor City
- Two Guns
- Twin Arrows
- Winona
- Flagstaff
- Bellemont
- Brannigan Park
- Parks
- Williams
- Pine Springs
- Ash Fork
- Seligman
- Peach Springs
- Truxton
- Crozier
- Valentine
- Hackberry
- Kingman
- McConnico
- Goldroad
- Oatman
- Golden Shores
- Topock

### Kalifornia

Történelmi útjel Kaliforniában

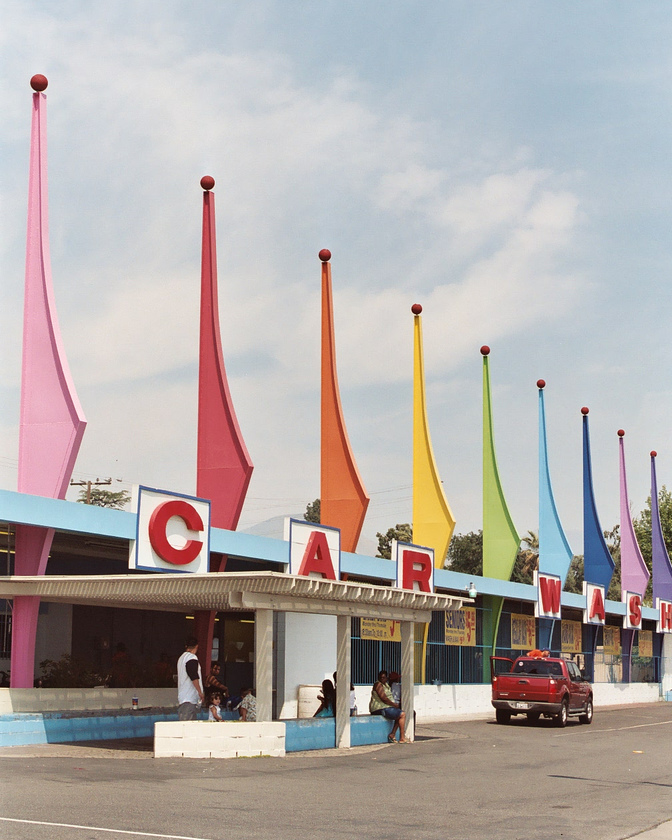
Autómosó az '50-es évekből San Bernardino külterületén

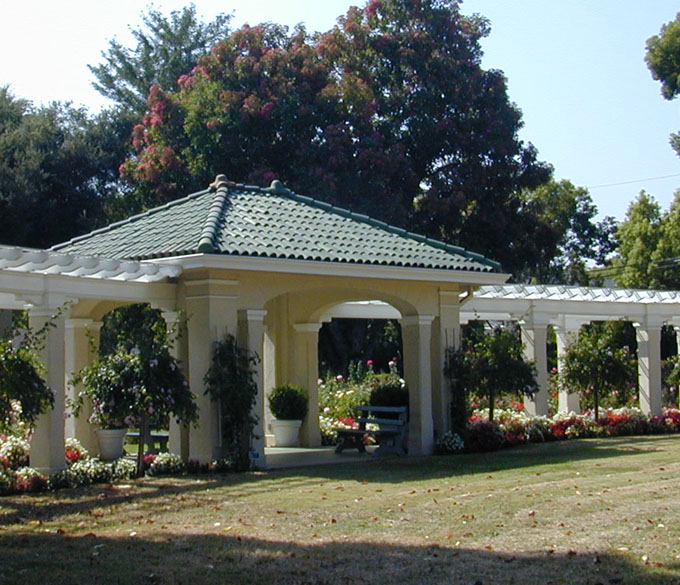
A pasadenai rózsakert bejárata

- Needles
- Goffs
- Fenner
- Essex
- Chambless
- Amboy
- Bagdad
- Siberia
- Klondike
- Ludlow
- Newberry Springs
- Daggett
- Barstow
- Lenwood
- Hodge
- Helendale
- Oro Grande
- Victorville
- Cajon (elágazás)
- Devore
- San Bernardino
- Rialto
- Fontana
- Rancho Cucamonga
- Upland
- Claremont
- Pomona
- La Verne
- San Dimas
- Glendora
- Azusa
- Duarte
- Monrovia
- Arcadia
- East Pasadena
- Pasadena
- South Pasadena
- Los Angeles
- West Hollywood
- Beverly Hills
- Santa Monica

## Dalok
A (Get Your Kicks on) Route 66 című dal is megörökítette az utókor számára az országutat. A dalt Bobby Troup  írta 1946-ban, és elsőként Nat King Cole adta elő.
A későbbiekben rengetegen elénekelték, például Perry Como, Chuck Berry, Bing Crosby, Ray Charles, a The Rolling Stones, Depeche Mode, John Mayer, Diana Krall, George Benson, The Manhattan Transfer, Nat King Cole, Natalie Cole, Asleep At The Wheel.